# Ictidosuchidae
De Ictidosuchidae zijn een familie van uitgestorven therocephalide therapsiden.
De klade is gedefinieerd als alle Eutherocephalia nauwer verwant aan Ictidosuchus primaevus dan aan Theriognathus microps of Bauria cynops.

## Geslachten
- Blattoidealestes
- Chlynovia
- Ictidosuchoides
- Ictidosuchus
- Malasaurus
- Muchia?
- Perplexisaurus?
- Scalopodontes
- Scaloporhinus?
- Scaloposuchus